# Lost in Translation
Lost in Translation (en Hispanoamérica, Perdidos en Tokio) es la segunda película escrita y dirigida por Sofia Coppola. Es una coproducción de Japón y Estados Unidos, ambientada en Tokio y estrenada en el 2003. La cinta fue nominada a cuatro premios Óscar (mejor película y Bill Murray como mejor actor), la directora ganó el premio al mejor guion original, y también fue nominada en la categoría de mejor director. Recaudó $119 millones de dólares con un presupuesto inicial de 4 millones de dólares.

## Argumento
Bob (Bill Murray) es una estrella de cine sin ilusiones, que viaja a Tokio para rodar un anuncio de la marca de whisky Suntory y una serie de comerciales, entrevistas y publicidad japonesa. Charlotte (Scarlett Johansson) es una joven solitaria en la crisis de los veinte y se aloja en el mismo hotel con su esposo, que es un famoso fotógrafo publicitario que trabaja durante todo el día. Bob recibe de su esposa llamadas absurdas y frías, después de 25 años de matrimonio; mientras Charlotte espera todo el día a su esposo, para luego ver que él no es capaz de darle nada de lo que ella espera.
Una noche, Charlotte se sienta junto a Bob en la barra del hotel que comparten, y desde ese día ambos comienzan a verse para pasar la noche juntos, divirtiéndose, hablando, en un karaoke, asistiendo a fiestas de japoneses o incluso visitando un hospital. Entre ambos surge enseguida una conexión: la de sentirse perdidos en medio de mucha gente y no encontrar su sitio en aquella gran ciudad. Pese a sus diferencias, Bob y Charlotte se sienten unidos por la soledad, ambos encuentran en alguien desconocido una inusual sensación de ternura y comprensión que sus más allegados son incapaces de darles.
Conforme avanzan los días, la fecha de partida de Bob de regreso a Estados Unidos se acerca y ambos se sienten más unidos. Cuando llega el día de la partida de Bob a los Estados Unidos, la joven se despide de él en el lobby del hotel, pero, más adelante, Bob intenta buscarla nuevamente para despedirse de ella correctamente. Los dos comparten un beso y Bob se marcha de regreso a los Estados Unidos con su familia.

## Elenco
- Bill Murray como Bob Harris
- Scarlett Johansson como Charlotte
- Giovanni Ribisi como John, esposo de Charlotte
- Anna Faris como Kelly, amiga de John
- Fumihiro Hayashi como Charlie Brown
- Akiko Takeshita como la Señora Kawasaki
- Catherine Lambert como la cantante de jazz
- Takashi Fujii como el presentador de TV
- François Du Bois como el pianista

## Producción y rodaje

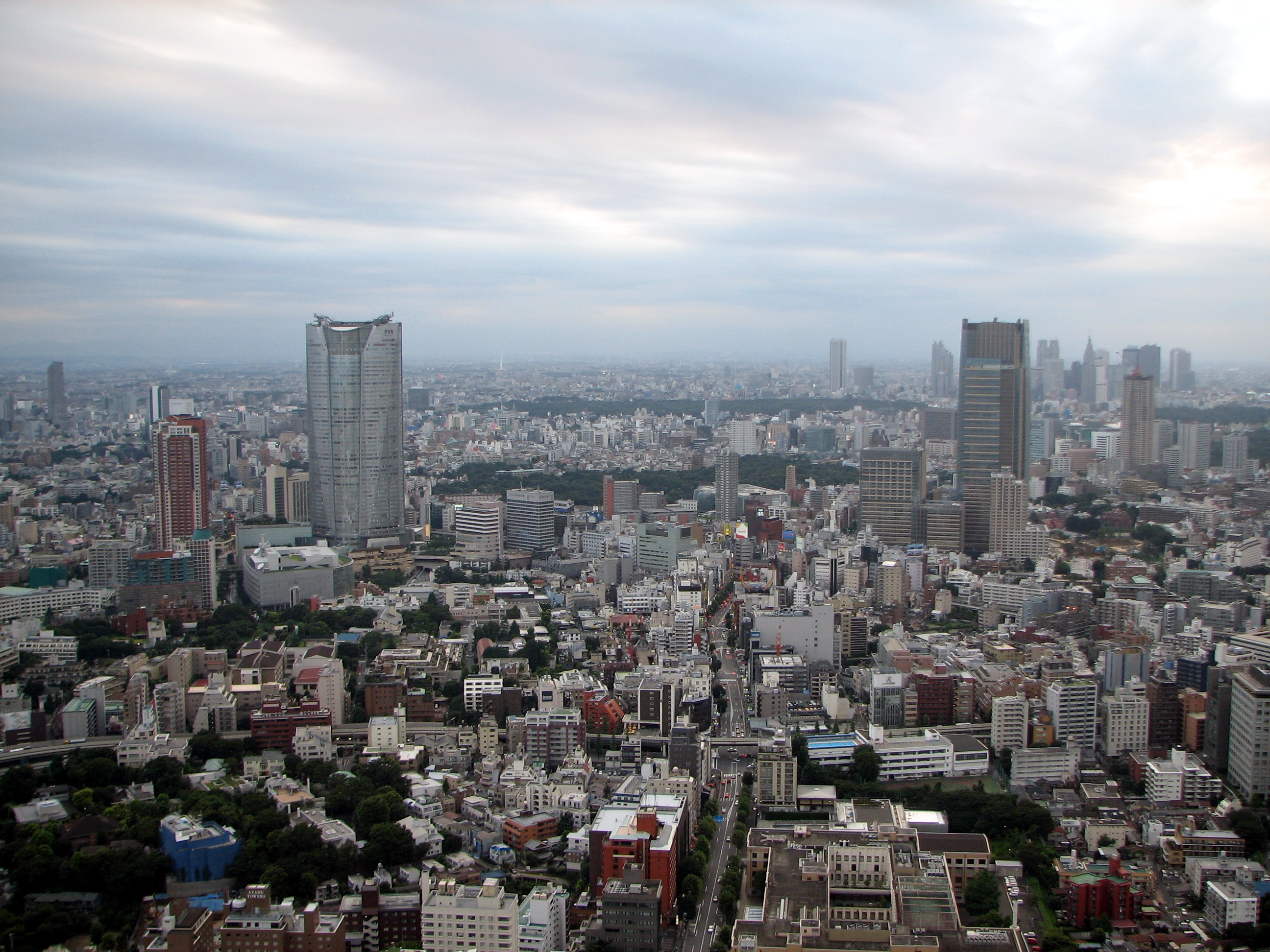
Vista del área de Roppongi desde la Torre de Tokio, localización de la película.

Sofia Coppola visitó Tokio varias veces, y sus experiencias en sus visitas influyeron en gran parte en la historia de la película. La directora dijo sentirse atraída por la atmósfera de calma del hotel Park Hyatt Tokyo, donde inicia la película, además de la combinación de culturas como el bar neoyorquino y un restaurante francés.
Coppola pasó seis meses escribiendo el guion, inicialmente una combinación de historias cortas e impresiones de sus viajes. Su intención fue crear una historia más graciosa y romántica que su película anterior (Las vírgenes suicidas), mencionando que la película era una carta de amor a Tokio.
El papel de Harris fue escrito para Bill Murray, de acuerdo con la directora, quien intentó contactarlo en varias ocasiones para ofrecerle el papel. Por su parte, Scarlett Johansson fue seleccionada por la directora de manera casi inmediata, sin hacer audiciones. La producción hizo uso intensivo de la luz natural disponible para filmar, dejando de lado el uso de luz artificial, y además no se hizo uso de luz extra para las tomas de noche en exteriores. El rodaje dentro del metro se hizo evadiendo la atención de la policía local con un mínimo de personal y una pequeña cámara para filmar.
La cinta fue filmada casi en su totalidad con una cámara de 35 mm y una cámara Moviecam Compact para la grabación de tomas en lugares pequeños y de poco espacio. Francis Ford Coppola, el padre de la directora, le sugirió filmar en vídeo, pero Sofia decidió usar cinta para darle a las imágenes un sentimiento romántico y de melancolía.

## Crítica y recepción

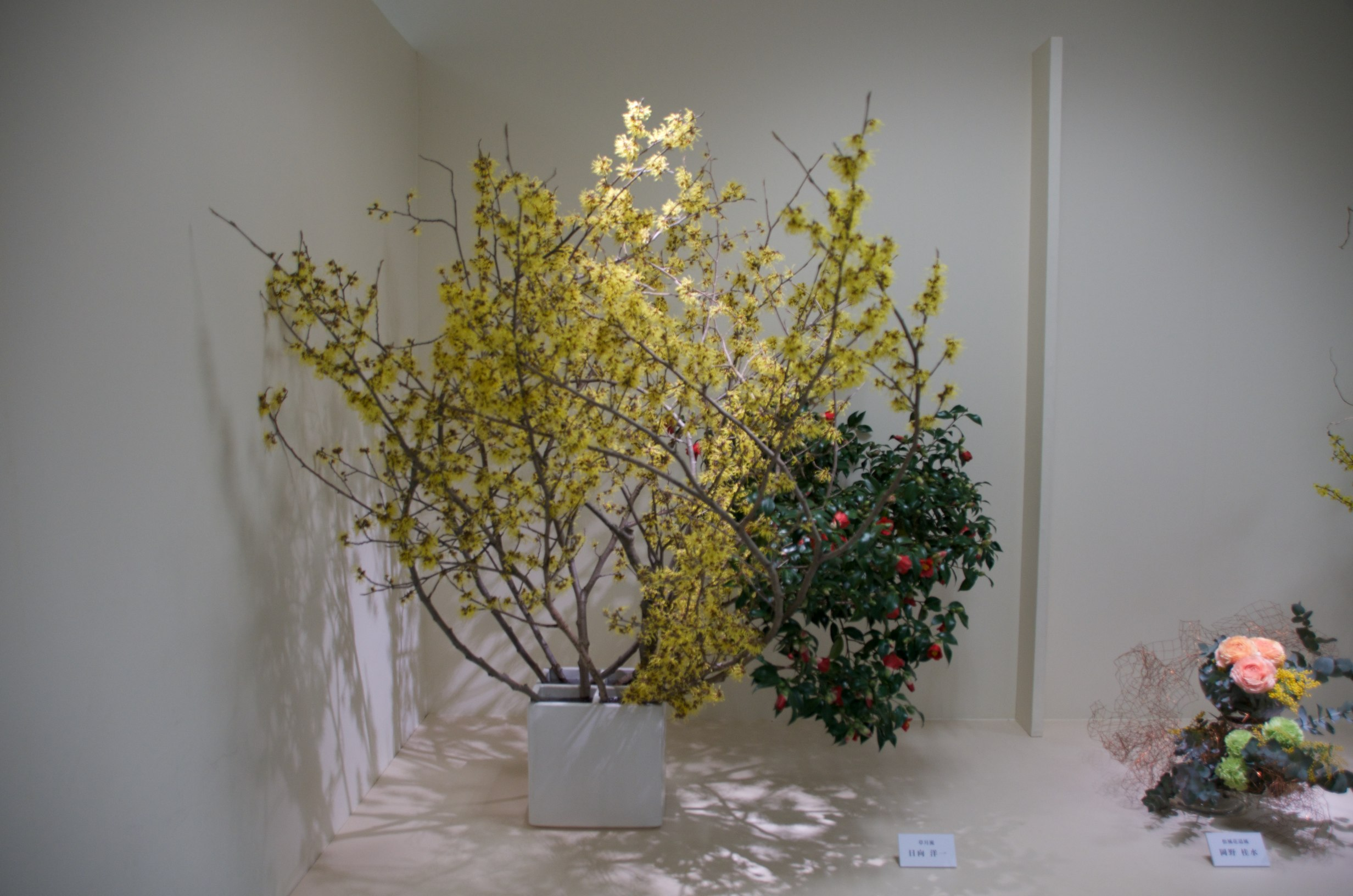
Arreglos florales ikebana, elementos característicos de la cultura japonesa.

La cinta fue estrenada en el Festival de Cine de Telluride en 2003 y recibió una proyección limitada en varios cines en septiembre del mismo año. Además de recibir críticas positivas por la actuación de Murray y Johansson, la directora y guionista también fue bien recibida. En el sitio web especializado Rotten Tomatoes la película cuenta con una calificación de aprobación de 95%. El sitio describe la película como «una historia efectivamente balanceada con humor y melancolía». El sitio web MetaCritic por su parte le otorgó una calificación de 89/100.
Roger Ebert, del diario Chicago Sun-Times, le dio a la película una calificación 4 de 4 estrellas y se refirió a ella como la segunda mejor cinta del año, describiéndola como «dulce y triste a la vez que sarcástica y divertida». USA Today otorgó a la cinta una calificación de 3 estrellas y media. La revista Time además criticó de forma positiva la actuación de Murray catalogándola como «una única y divertida actuación».
El crítico Joe Queenan del periódico The Guardian elogió la habilidad de Coppola y calificó la cinta como «una de las pocas cintas de Hollywood que no solo son inteligentes, además tiene un alma». La revista Rolling Stone le otorgó una calificación de 4/4 y escribió: «Antes de despedirse los protagonistas se susurran algo que la audiencia no puede escuchar, Coppola mantiene un aura de intimidad en su cinta con ese susurro». Una encuestra de críticos internacionales hecha por la BBC votó a Lost in Translation como la número 22 de las mejores películas de los años 2000.
El filme tuvo éxito en taquilla, ya que con una inversión inicial de $4 millones de dólares logró una recaudación total de $119’7, teniendo en España una recaudación de 5.545.578€ y en Estados Unidos, de $44.585.453 dólares. Los papeles interpretados por Bill Murray y Scarlett Johansson fueron aclamados de manera muy positiva por la prensa internacional. También lo fue el nivel de detalle que Sofía Coppola logró transmitir con su película. Elvis Mitchell, de The New York Times, publicó el mismo año de estreno del largometraje la siguiente crítica:

‘Translation’ […] es (también) uno de los más puros y simples ejemplos de todos los tiempos de un director enamorado del don de sus estrellas. Y nunca un director ha encontrado una figura más merecedora de su admiración que Bill Murray [...] la película sigue los giros y las conexiones en la relación entre Bob y Charlotte; como en algunas llamadas transoceánicas, sus sentimientos les llegan con cinco segundos de retraso. Esta demora solo embellece la comedia, y la desolación […] Johansson se escapa de sus 18 años al hacer el papel de una mujer de 25, usando su voz ronca para poner a prueba el nivel de acidez en el aire […]
Elvis Mitchell, The New York Times

La prensa japonesa recibió la cinta con críticas negativas, como las opiniones del crítico de televisión Osugi: «La historia base no es mala, es linda; sin embargo, la forma de retratar a los japoneses es terrible». El músico Kiku Day escribió para The Guardian: «No existe escena alguna en la película donde los japoneses tengan una sola pizca de dignidad, el espectador los ve como una burla divertida hacia esas personas pequeñas y amarillas». Añade además que «para la directora de la cinta el Japón bueno es solo budismo, monjes cantando, templos y arreglos florales; retrata al japonés contemporáneo como personas ridículas que han perdido contacto con su propia cultura».
El autor y cineasta E. Koohan Paik escribió que «la película presenta a los japoneses como payasos en lugar de personas. Removiendo la caricaturización de los japoneses deja a la cinta con un humor plano, donde los protagonistas pierden fuerza y el argumento se evapora».

## Banda sonora
La banda sonora fue supervisada por Brian Reitzell y salió al mercado el 9 de septiembre de 2003 por Emperor Norton Records. Contiene cinco canciones de Kevin Shields, incluida una de su grupo My Bloody Valentine. Coppola dijo que gran parte de la banda sonora estaba formada por canciones que a ella le gustaban y que había estado escuchando. Ella trabajó con Reitzell para hacer mezclas dream pop de Tokio. Allmusic calificó con cuatro de cinco estrellas a la banda sonora.
El académico Agathi Glezakos escribió una reseña sobre Lost in Translation poco después de su estreno en la que decía que la música de la escena del karaoke de la película constituía un lenguaje común que permitía a Bob y Charlotte conectar con algunos de los japoneses. En esa escena, la canción «Brass in Pocket» de The Pretenders fue seleccionada como muestra del lado jovial de Charlotte, y «What's so Funny 'Bout Peace, Love, and Understanding» fue elegida para indicar que Bob es de una generación diferente. Tanto Coppola como Murray seleccionaron finalmente la canción «More Than This» de Roxy Music durante el propio rodaje porque les gustaba la banda y pensaron que la letra de la canción encajaba bien con la historia.

## Premios y nominaciones

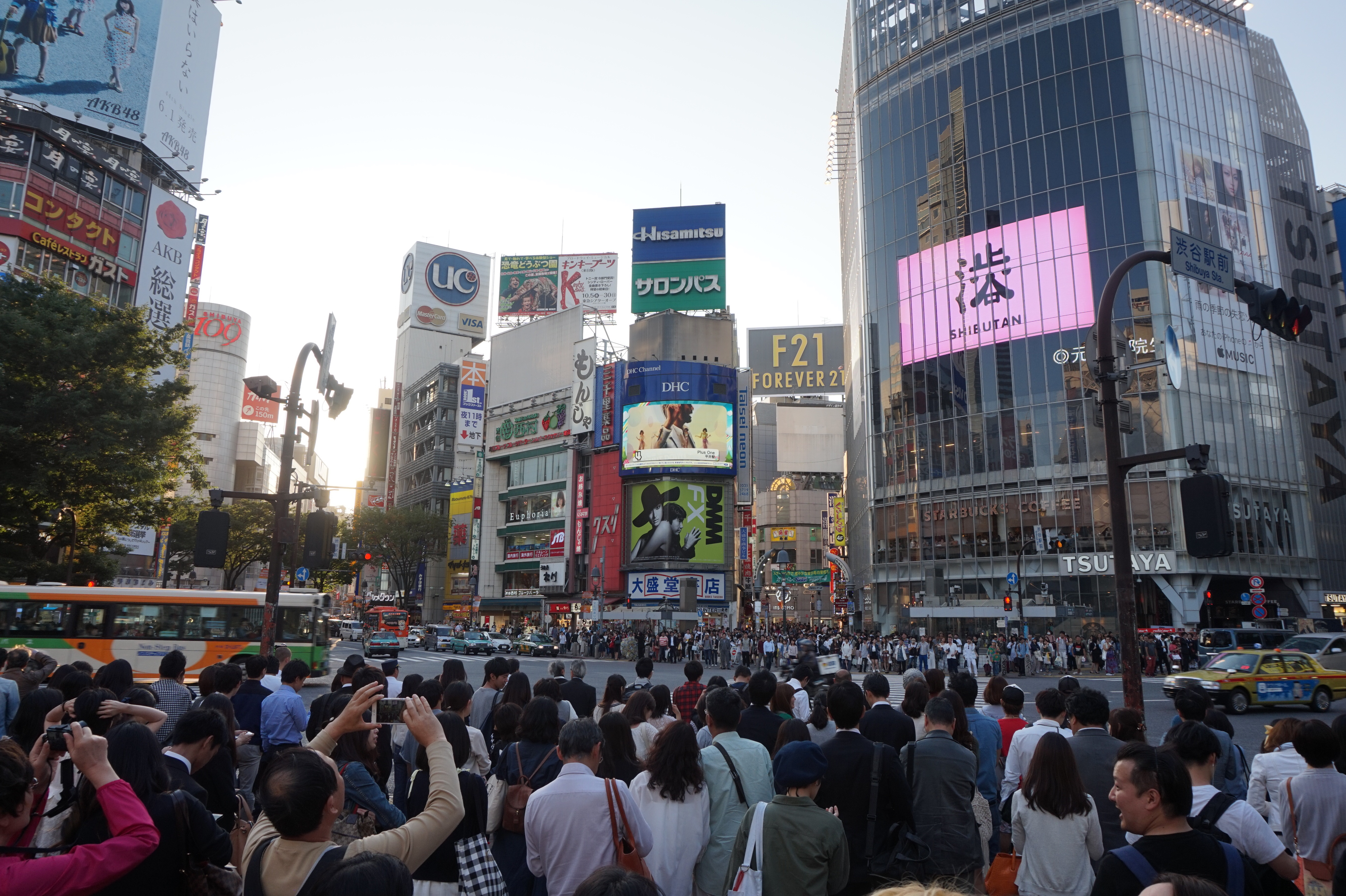
Cruce de Shibuya (Tokio), localización de la película.

La película obtuvo un total de 108 premios, además de 77 candidaturas.

### Premios Óscar
| Año  | Categoría            | Candidato               | Resultado |
| ---- | -------------------- | ----------------------- | --------- |
| 2004 | Mejor película       | Sofia Coppola Ross Katz | Nominada  |
| 2004 | Mejor director       | Sofia Coppola           | Nominada  |
| 2004 | Mejor actor          | Bill Murray             | Nominado  |
| 2004 | Mejor guion original | Sofia Coppola           | Ganadora  |

### Globos de Oro
| Año  | Categoría                          | Candidato                          | Resultado |
| ---- | ---------------------------------- | ---------------------------------- | --------- |
| 2004 | Mejor película - Comedia o musical | Mejor película - Comedia o musical | Ganadora  |
| 2004 | Mejor director                     | Sofia Coppola                      | Nominada  |
| 2004 | Mejor actor - Comedia o musical    | Bill Murray                        | Ganador   |
| 2004 | Mejor actriz - Comedia o musical   | Scarlett Johansson                 | Nominada  |
| 2004 | Mejor guion                        | Sofia Coppola                      | Ganadora  |

### Premios BAFTA
| Año  | Categoría             | Película                     | Resultado |
| ---- | --------------------- | ---------------------------- | --------- |
| 2003 | Mejor película        | Mejor película               | Nominada  |
| 2003 | Mejor director        | Sofia Coppola                | Nominada  |
| 2003 | Mejor actor           | Bill Murray                  | Ganador   |
| 2003 | Mejor actriz          | Scarlett Johansson           | Ganadora  |
| 2003 | Mejor guion original  | Sofia Coppola                | Nominada  |
| 2003 | Mejor música original | Kevin Shields Brian Reitzell | Nominados |
| 2003 | Mejor fotografía      | Lance Acord                  | Nominado  |
| 2003 | Mejor montaje         | Sarah Flack                  | Ganadora  |

### Premios WGA
| Año  | Categoría            | Película      | Resultado |
| ---- | -------------------- | ------------- | --------- |
| 2003 | Mejor guion original | Sofia Coppola | Ganadora  |

### Premios Independent Spirit
| Año  | Categoría      | Candidato      | Resultado |
| ---- | -------------- | -------------- | --------- |
| 2003 | Mejor película | Mejor película | Ganadora  |
| 2003 | Mejor actor    | Bill Murray    | Ganador   |
| 2003 | Mejor director | Sofia Coppola  | Ganadora  |
| 2003 | Mejor guion    | Sofia Coppola  | Ganadora  |

### Festival Internacional de Cine de Venecia
| Año  | Categoría    | Candidato          | Resultado |
| ---- | ------------ | ------------------ | --------- |
| 2004 | Mejor actriz | Scarlett Johansson | Ganadora  |

### Premios Phoenix Film Critics Society
| Año  | Categoría                  | Candidato          | Resultado |
| ---- | -------------------------- | ------------------ | --------- |
| 2004 | Mejor actor principal      | Bill Murray        | Nominado  |
| 2004 | Mejor fotografía           | Lance Acord        | Nominado  |
| 2004 | Mejor actriz principal     | Scarlett Johansson | Nominado  |
| 2004 | Mejor dirección revelación | Sofia Coppola      | Ganadora  |
| 2004 | Mejor actriz revelación    | Scarlett Johansson | Nominada  |
| 2004 | Mejor director             | Sofia Coppola      | Nominada  |
| 2004 | Mejor guion                | Sofia Coppola      | Nominada  |

### Premios César
| Año  | Categoría                 | Candidato     | Resultado |
| ---- | ------------------------- | ------------- | --------- |
| 2004 | Mejor película extranjera | Sofia Coppola | Ganadora  |

### Boston Society of Film Critics Awards
| Año  | Categoría      | Candidato          | Resultado |
| ---- | -------------- | ------------------ | --------- |
| 2003 | Mejor actor    | Bill Murray        | Ganador   |
| 2003 | Mejor actriz   | Scarlett Johansson | Ganadora  |
| 2003 | Mejor director | Sofia Coppola      | Ganadora  |